# Acacia trinervata
Acacia trinervata é uma espécie de leguminosa do gênero Acacia, pertencente à família Fabaceae.